# چوکینیک (نیشکا بانگا)
چوکینیک (به صربی: Čukljenik) یک منطقهٔ مسکونی در صربستان است که در Niška Banja واقع شده‌است.